# Gaspar Octavio Hernández
Gaspar Octavio Hernández, né le 14 juillet 1893 à Panama et mort le 13 novembre 1918 dans la même ville, est un journaliste et un poète panaméen. Sa mort dans l'exercice de son métier de journaliste est à l'origine du jour commémoratif, le día del periodista (journée du journalisme). Il travaille pour plusieurs magazines littéraires : il est directeur de la revue Memphis et directeur de la rédaction à La Estrella de Panamá.

## Œuvres poétiques
- Canto a la Bandera
- Melodías del Pasado, 1915
- Iconografías, 1916
- Cristo y la mujer de Sichar, 1918
- La copa de amatista, 1923